# Lantråd (Livland och Estland)
Lantråd avsåg i Estland och Livland de riddare som ingick i ett representationsråd för adeln inom området.
I Estland uppstod detta råd redan i slutet av 1200-talet. Under den tid Estland tillhörde Sverige fanns tolv lantråd, vilka utsågs av adelsmännen själva men vars val konfirmerades av lantdagen. Även i Livland inrättades 1643 ett lantråd bestående av sex medlemmar, hälften svenskar och hälften livländare. De valdes av de livländska godsägarna men valet skulle konfirmeras av den svenske generalguvernören. År 1648 ökades antalet representanter i Livland till tolv. I deras uppgifter ingick att bistå guvernören i förvaltningen, att vidarebefordra synpunkter på förvaltningen från lokalbefolkningen till guvernören, att bistå vid rusttjänstsmönstringarna samt att tillsammans med guvernören förhandla med lantdagarna. I Estland utgjorde lantråden en domstol, Oberlandesgericht, som motsvarade Dorpats hovrätt i Livland. Där hade lantråden inte samma inflytande, men tre av de livländska lantråden skulle ha plats i hovrätten, godkända av kungen efter hovrättens förslag. År 1694 upphävdes lantrådet i Livland efter protester mot deras obstruktioner vid genomförandet av reduktionen, men det återställdes 1710 av Peter den store.